# ZNF76
ZNF76‏ (Zinc finger protein 76) هوَ بروتين يُشَفر بواسطة جين ZNF76 في الإنسان.